# Гальяш Левчик
Гальяш Левчик (настоящие имя и фамилия — Илья Михайлович Левкович) (бел. Гальяш Леўчык; 29 июля 1880, Слоним — сентябрь 1944, Варшава) — белорусский поэт, литературовед, переводчик, коллекционер.

## Биография
Сын кузнеца. Выпускник Слонимского уездного училища. Служил в канцелярии мирового судьи, затем судебным следователем в Слониме. В 1904—1920 годах жил в Варшаве, работал чертёжником в городском магистрате. Читал лекции в школе искусств.
В 1920 г. примкнул к революционно-романтическому течению западно-белорусской поэзии.
В Варшаве собирал средства для посмертного издания сборника трудов прозаика и публициста Сергея Полуяна, разыскивал и выкупал у обедневших польских аристократов грамоты, печати, белорусские печатные издания. В своём доме в Слониме имел большую библиотеку, где было собрано едва ли не всё, что выходило на белорусском языке: все ежегодники газеты «Наша нива», «Гомон», несколько номеров «Мужыцкай праўды», произведения Ф. Богушевича, В. Дунина-Мартинкевича, Я. Коласа, Я. Купалы и др. Всё, что было издано организацией «Загляне сонца і ў наша ваконца», все тома «Lud Białoruski» М. Федеровского, которые были подарены Левчику автором.
Будучи прихожанином методистской церкви, участвовал в акции методистской миссии по организации белорусских школ в деревнях.
В 1942 году жена Гальяша Левчика была арестована полицаями за поддержку Польского Сопротивления (в её доме обнаружили польский флаг с орлом) и была расстреляна на Петролевицкой горе около Слонима. Оставшийся без средств к существованию к тому времени Гальяш перебрался в Варшаву, но не смог даже заполучить прежнюю варшавскую квартиру и в сентябре 1944 года умер от голода.

## Творчество
Дебютировал в 1908 году в газете «Наша нива», в 1912 году в Вильно издал свой первый сборник стихов «Чыжык беларускі».
Печатался в юмористических журналах «Авадзень», «Маланка», сотрудничал с газетой Белорус, детским журналом «Заранка».
Собирал белорусский фольклор, образцы народной керамики.
Переводил с польского на белорусский язык работы Ю. Словацкого, В. Сырокомли, М. Конопницкой, К. Пшерва-Тетмайера и других.
В 1980 году белорусский литературовед Янка Соломевич собрал и опубликовал отдельной книгой избранные произведения Гальяша Левчика под заголовком «Доля и хлеб».

## Пропаганда
Стихотворение «Хто адрокся сваіх, Хто стыдацца нас стаў I прыліп да чужых, — Каб ён свету не знаў!..» из сборника «Чыжык Беларускi» белорусские партизаны Великой Отечественной распространяли на листовках и в подпольных изданиях как партизанский фольклор.